# 台場 (東京都港区)
台場（だいば）は、東京都港区の地名で旧芝区に当たり、芝浦港南地区総合支所管内に属する地域である。現行行政地名は台場一丁目および台場二丁目。住居表示実施済区域。郵便番号 : 135-0091（集配局 : 晴海郵便局）。

## 地理
東京湾や有明西運河に面しており、港区の飛地である。
主にショッピングセンターやオフィスビル、タワーマンションが建ち並ぶウォーターフロントの再開発地区である。フジテレビの本社ビルであるFCGビルも所在しており、台場地区のランドマークにもなっている。東京港埋立地13号地に属しており、港区・江東区・品川区に跨る、東京臨海副都心（通称：お台場）の一角を担っている。
芝浦港南地区の南東端に位置し、江東区（青海・有明）・品川区（東八潮）との区境に当たる。1990年代、東京臨海副都心計画の一環として本格的な開発が進められた。全域が埋立地で、住宅、商業、オフィス、ホテルで構成されている。
一丁目と二丁目の北東側は住宅地が大部分を占めており、一丁目はUR賃貸住宅（建設当時は都市基盤整備公団）とJKK東京（東京都住宅供給公社）が共同で開発したシーリアお台場（一番街・三番街・五番街）があり、UR賃貸住宅のシーリアお台場（いずれも中層から高層で構成）のほかにJKK東京のトミンタワー台場一番街、トミンタワー台場三番街、トミンハイム台場三番街、トミンハイム台場五番街などが立地。二丁目はオリックス不動産、東京建物、阪急不動産によって開発された2棟構成の分譲タワーマンション、ザ・タワーズ台場(East)(West)が立地。
一丁目の西側は商業施設が中心で、東京ジョイポリスや台場一丁目商店街など、体験型エンターテインメントも備えたデックス東京ビーチやショッピングモールと映画館（ユナイテッド・シネマ）を併設する大型複合施設であるアクアシティお台場などが立地。
二丁目の南側はオフィスビルが中心で、フジテレビ本社ビル、トレードピアお台場、台場フロンティアビル、サントリーワールドヘッドクォーターズ、乃村工藝社本社、台場ガーデンシティビルなどが立地。
一丁目と二丁目の南西側はヒルトン東京お台場やグランドニッコー東京台場などのホテルも立地。
河川・橋
- 東京湾
  - レインボーブリッジ
- 有明西運河
  - のぞみ橋
  - 新都橋

## 歴史

### 地名の由来
地名は江戸時代に設置された砲台の台場に由来している。

### 沿革
- 1995年（平成7年）7月1日 - 住居表示実施

### 史跡
- 第三台場跡（現：台場公園）

## 世帯数と人口
2025年（令和7年）4月1日現在（港区発表）の世帯数と人口は以下の通りである。
| 丁目       | 世帯数    | 人口    |
| ---------- | --------- | ------- |
| 台場一丁目 | 2,104世帯 | 4,555人 |
| 台場二丁目 | 475世帯   | 970人   |
| 計         | 2,579世帯 | 5,525人 |

### 人口の変遷
国勢調査による人口の推移。
| 年                 | 人口  |
| ------------------ | ----- |
| 2000年（平成12年） | 4,123 |
| 2005年（平成17年） | 4,684 |
| 2010年（平成22年） | 5,300 |
| 2015年（平成27年） | 5,481 |
| 2020年（令和2年）  | 5,584 |

### 世帯数の変遷
国勢調査による世帯数の推移。
| 年                 | 世帯数 |
| ------------------ | ------ |
| 2000年（平成12年） | 1,606  |
| 2005年（平成17年） | 1,979  |
| 2010年（平成22年） | 2,264  |
| 2015年（平成27年） | 2,310  |
| 2020年（令和2年）  | 2,517  |

## 学区
区立小・中学校に通う場合、学区は以下の通りとなる（2022年4月現在）。
| 丁目       | 番地 | 小学校               | 中学校               |
| ---------- | ---- | -------------------- | -------------------- |
| 台場一丁目 | 全域 | 港区立お台場学園港陽 | 港区立お台場学園港陽 |
| 台場二丁目 | 全域 | 港区立お台場学園港陽 | 港区立お台場学園港陽 |

## 産業

### 事業所
2021年（令和3年）現在の経済センサス調査による事業所数と従業員数は以下の通りである。
| 丁目       | 事業所数  | 従業員数 |
| ---------- | --------- | -------- |
| 台場一丁目 | 204事業所 | 2,552人  |
| 台場二丁目 | 127事業所 | 10,358人 |
| 計         | 331事業所 | 12,910人 |

### 事業者数の変遷
経済センサスによる事業所数の推移。
| 年                 | 事業者数 |
| ------------------ | -------- |
| 2016年（平成28年） | 311      |
| 2021年（令和3年）  | 331      |

### 従業員数の変遷
経済センサスによる従業員数の推移。
| 年                 | 従業員数 |
| ------------------ | -------- |
| 2016年（平成28年） | 14,438   |
| 2021年（令和3年）  | 12,910   |

## 交通

### 鉄道
- 新交通ゆりかもめ■お台場海浜公園駅・台場駅

### バス
- 都営バス
  - お台場海浜公園駅前停留所
  - 台場二丁目停留所
  - フジテレビ前停留所
  - 台場駅前停留所
- お台場レインボーバス（01系統・02系統）

### 水上バス
- 東京水辺ライン お台場発着場

### 道路
- 国道357号（東京湾岸道路）
- 東京都道482号台場青海線
- レインボープロムナード（歩道：時間指定通行）

### 首都高速道路
- 首都高速11号台場線
- 台場出入口
- 首都高速湾岸線
- 臨海副都心出入口

## 施設
官公署
- 芝浦港南地区総合支所台場分室

公園
- お台場海浜公園
  - 自由の女神像
- お台場レインボー公園
- シンボルプロムナード公園
- 台場公園

教育
- 港区立お台場学園港陽中学校
- 港区立お台場学園港陽小学校
- 港区立にじのはし幼稚園

企業
- 台場フロンティアビル
  - ユーシーカード本社
- トレードピアお台場
- 乃村工藝社本社ビル
- FCGビル
  - フジ・メディア・ホールディングス本社
  - フジテレビジョン本社
  - BSフジ本社
- サントリーワールドヘッドクォーターズ

観光地
- グランドニッコー東京 台場
- ヒルトン東京お台場
- デックス東京ビーチ（複合商業施設）
  - 東京ジョイポリス
  - 台場一丁目商店街
  - レゴランド・ディスカバリー・センター東京
- アクアシティお台場（複合商業施設）